# Okres Hinwil
Okres Hinwil (německy Bezirk Hinwil) je jedním z 12 okresů v kantonu Curych ve Švýcarsku. Administrativním centrem okresu je Hinwil.

## Poloha
Okres se rozkládá na východě kantonu Curych, především na Curyšské vysočině.

## Seznam obcí
| Znak        | Název obce  | Počet obyvatel (31. 12. 2023) | Rozloha (km²) | Hustota zalidnění (obyv./km²) |
| ----------- | ----------- | ----------------------------- | ------------- | ----------------------------- |
| Bäretswil   | Bäretswil   | 5142                          | 22,19         | 232                           |
| Bubikon     | Bubikon     | 7614                          | 11,61         | 656                           |
| Dürnten     | Dürnten     | 7877                          | 10,22         | 771                           |
| Fischenthal | Fischenthal | 2625                          | 30,24         | 87                            |
| Gossau      | Gossau      | 10 569                        | 18,26         | 579                           |
| Grüningen   | Grüningen   | 3843                          | 8,79          | 437                           |
| Hinwil      | Hinwil      | 11 832                        | 22,28         | 531                           |
| Rüti        | Rüti        | 12 862                        | 10,06         | 1279                          |
| Seegräben   | Seegräben   | 1469                          | 3,77          | 390                           |
| Wald        | Wald        | 10 562                        | 25,27         | 418                           |
| Wetzikon    | Wetzikon    | 26 462                        | 16,81         | 1574                          |
| Celkem (11) | Celkem (11) | 100 857                       | 179,50        | 562                           |